# Circuit de la Vallée du Bédat
Le Circuit de la Vallée du Bédat est une course cycliste disputée chaque année autour de Châteaugay, dans le département du Puy-de-Dôme. Elle fait partie du calendrier national de la fédération française de cyclisme. 

## Histoire de l'épreuve
Le Circuit de la Vallée du Bédat est créé en 1980. Les deux premières éditions se disputent en deux demi-étapes.
En 1999, l'organisateur Patrick Bulidon monte l'équipe Besson Chaussures. Il abandonne l'épreuve qui est reprise par les clubs locaux. L'épreuve passe à une journée conservant toujours son attrait pour les grands club français qui viennent préparer leur saison sur un parcours très exigeant physiquement avec la côte du cimetière qui monte pendant 1 200 m à près de 8,5 % de moyenne.
Une course d'attente est également organisée depuis 1983. 

## Palmarès
| Année                                      | Vainqueur              | Deuxième              | Troisième              |
| ------------------------------------------ | ---------------------- | --------------------- | ---------------------- |
| Circuit de la Vallée du Bédat              |                        |                       |                        |
| 1980                                       | René Forestier         | Fernand Farges        | Bernard Dubost         |
| 1981                                       | Marc Vidal             | Dean Ellis            | Jean Daffis            |
| 1982                                       | Jean-Michel Bourgeot   | Yves Bonnamour        | Nicolas Roux           |
| 1983                                       | Patrick Senisse        | Nicolas Roux          | Thierry Lavergne       |
| 1984                                       | Denis Jusseau          | Christian Roman       | Claude Aiguesparses    |
| 1985                                       | Yves Bonnamour         | Gilles Bernard        | Claude Aiguesparses    |
| 1986                                       | Patrick Jérémie        | Robert Alban          | Patrick Monier         |
| 1987                                       | Thierry Andrieu        | Jean-Philippe Duracka | Patrick Monier         |
| 1988                                       | Michel Larpe           | Éric Fouix            | Marcel Kaikinger       |
| 1989                                       | Tanguy Boulch          | Marc Thévenin         | Gilles Demarigny       |
| 1990                                       | Richard Virenque       | Laurent Mazeaud       | Franck Ramel           |
| 1991                                       | Franck Morelle         | Dominique Molard      | Gilles Bernard         |
| 1992                                       | Jean-Philippe Duracka  | Éric Larue            | Jean-Pierre Bourgeot   |
| 1993                                       | annulé                 |                       |                        |
| 1994                                       | Patrice Halgand        | Matt Anand            | Jean-Paul Garde        |
| 1995                                       | Patrice Halgand        | David Gautier         | Pascal Bedu            |
| 1996                                       | Jean-Philippe Duracka  | Dominique Terrier     | Gilles Eckert          |
| 1997                                       | Vincent Julliot        | Jérôme Bernard        | Jean-Pierre Bourgeot   |
| 1998                                       | Christophe Gauthier    | Nicolas Reynaud       | Éric Potiron           |
| 1999                                       | Jérémie Dérangère      | Marc Thévenin         | Julien Thollet         |
| Circuit des Communes de la Vallée du Bédat |                        |                       |                        |
| 2000                                       | Chris Burrows          | Denis Montard         | Christophe Chantin     |
| 2001                                       | Joona Laukka           | Sylvain Calzati       | Christophe Laurent     |
| 2002                                       | Marc Thevenin          | Maxime Armataffet     | Erki Pütsep            |
| 2003                                       | Guillaume Lejeune      | Stéphane Auroux       | Denis Lynch            |
| 2004                                       | Paul Brousse           | Samuel Bonnet         | Cédric Fontbonnat      |
| 2005                                       | Paul Brousse           | Kalle Kriit           | Romain Appert          |
| 2006                                       | Florian Vachon         | Paul Brousse          | Alexandr Pliuschin     |
| 2007                                       | Jean-Christophe Péraud | Alexandr Pliuschin    | Jérôme Coppel          |
| 2008                                       | François Lamiraud      | Marc Denonfoux        | Nicolas Maire          |
| 2009                                       | Ben Gastauer           | Wilfried Exertier     | Pierre-Yves Sanlaville |
| 2010                                       | Sylvain Georges        | Jérémie Dérangère     | Christophe Laurent     |
| 2011                                       | Romain Bardet          | Christophe Goutille   | Guillaume Bonnet       |
| 2012                                       | Matthieu Converset     | Jules Pijourlet       | David Menut            |
| 2013                                       | annulé                 |                       |                        |
| 2014                                       | Julien Ballion         | Nick Schultz          | Maxime Le Lavandier    |
| 2015                                       | Sylvain Georges        | Florent Pereira       | Romain Barroso         |
| 2016                                       | Maxime Le Lavandier    | Benoît Cosnefroy      | Léo Vincent            |
| 2017                                       | Clément Carisey        | Benoît Cosnefroy      | Vincent Arnaud         |
| 2018                                       | Clément Carisey        | Jimmy Raibaud         | Pierre Bonnet          |
| 2019                                       | Jérémy Cabot           | Jaakko Hänninen       | Simon Buttner          |
| 2020                                       | Clément Carisey        | Mickaël Guichard      | Karl Patrick Lauk      |
| 2021                                       | Jacques Lebreton       | Alexandre Jamet       | Sandy Dujardin         |
| Circuit de la Vallée du Bédat              |                        |                       |                        |
| 2022                                       | Maximilien Juillard    | Sten Van Gucht        | Mattéo Vercher         |
| 2023                                       | Thomas Morichon        | Oliver Knight         | Rémi Capron            |
| 2024                                       | Markus Pajur           | Clément Izquierdo     | Théo Thomas            |
| 2025                                       | Arnaud Tendon          | Victor Vidal          | Joël Plamondon         |